# La Herrera
La Herrera es un municipio español situado al sureste de la península ibérica, en la provincia de Albacete, dentro de la comunidad autónoma de Castilla-La Mancha. Se encuentra a 26 km de la capital provincial. 

## Geografía
Integrado en la comarca de Sierra de Alcaraz y Campo de Montiel, se sitúa a 27 kilómetros de la capital provincial. El término municipal está atravesado por la carretera nacional N-322, entre los pK 333 y 335, además de por la carretera autonómica CM-3135, que conecta con Balazote y Barrax, y por carreteras locales que permiten la comunicación entre las pedanías y con el vecino municipio de Albacete. 
| Noroeste: Barrax | Norte: Barrax           | Nordeste: Albacete |
| Oeste: Lezuza    |                         | Este: Albacete     |
| Suroeste: Lezuza | Sur: Balazote y Pozuelo | Sureste: Albacete  |

El relieve del municipio está definido por la transición de la gran llanura de Albacete con la comarca de Sierra de Alcaraz y Campo de Montiel. Por el territorio discurre el trasvase Tajo-Segura y el río de Don Juan, que conecta con el Canal de la Lobera. La altitud oscila entre los 750 metros al sur (Llano del Colorado) y los 700 metros al norte. El pueblo se alza a 720 metros sobre el nivel del mar. 

## Geografía humana

### Demografía
Cuenta con una población de 303 habitantes (INE 2024).
| Gráfica de evolución demográfica de La Herrera entre 1857 y 2021 |
| |
| Población de derecho según los censos de población del INE Población de hecho según los censos de población del INEEntre el censo de 1857 y el anterior, aparece este municipio porque se segrega del municipio 02008 (Alcaraz) |

Comprende la pedanía de Casa Hita-El Cuartico.

## Servicios públicos
Pertenece a la mancomunidad de servicios de la Sierra de Alcaraz y Campo de Montiel.